# Antocha minuticornis
Antocha minuticornis là một loài ruồi trong họ Limoniidae. Chúng phân bố ở miền Cổ bắc.